# Астрология
Астрологията (на гръцки: αστρολογία: ἄστρον, astron („звезда“ или „светило“) и λογία, logia („слово (за)“)) е псевдонаучно схващане, че разположението на небесните тела (най-вече планетите от Слънчевата система) е свързано със случващото се в човешкия свят, индивидуално и колективно. Няма факти, потвърждаващи, че астрологията е способна да предсказва бъдещите събития с вероятност, по-голяма от случайност.
В произхода си астрологията е свързана с опитите за изготвяне на календари, описващи природните цикли, каквито индоевропейските народи предприемат още в третото хилядолетие пр.н.е. Смесването на признаците и причините поражда суеверия, че са разчетени знаци свише.
В миналото, докато философските и научни традиции са се смесвали, астрологията е разглеждана заедно с астрономията и метеорологията и е била свързвана по-нататък с медицината и алхимията. Макар астрономията и астрологията да са разделени още през II век, например в трудовете на Клавдий Птолемей, който посвещава отделни трактати на астрологията (Тетрабиблос) и астрономията (Алмагест), научната и философска мисъл изоставя астрологичните вярвания през XVII век, когато достиженията на Научната революция, в частност хелиоцентричния модел и нютоновата механика поставят под съмнение основните положения в астрологията. По-нататъшни научни опити оборват твърденията за способност на астрологията да предвижда бъдещи явления. Така някогашната значима дисциплина загубва академичните си и теоретични основи, а вярването в основните положения в астрологията и нейните предсказания силно намалява.
Астрологията е отхвърлена от съвременната наука. Когато астрологията изказва твърдения, които могат да бъдат потвърдени или оборени с реални експерименти, тези твърдения са били оборени; т.е. никой астрологичен похват не дава повече информация за света от случайни, безразборни твърдения. Не съществува и ясна хипотеза за механизма, по който звездите и планетите влияят на земните дела, освен хипотези, противоречащи на добре изследвани, познати положения от физиката и биологията.
Психолозите обясняват, че хората лесно могат да бъдат подведени от неясния език, с който си служат астролозите, както например е установил Бертрам Форер в известен експеримент. Противоречията с научния метод, манипулативният език и липсата на практически доказателства за правилността на астрологичните методи дават основания астрологията да се счита за лъженаука в научните среди, а в съвременното общество − за „социален наркотик“ и „утеха за невежите“.

## Практическа оценка
Прогнозите на професионалните астролози, изглеждащи като твърдения за личността и бъдещето на платеца, не показват никаква успеваемост при наблюдения, чиито условия са контролирани за предубеденост и недобросъвестност на участниците. Така астрологията няма научна валидност и се разглежда като лъженаука. През 1975 г. в отворено писмо на страниците на The Humanist 186 водещи учени (18 от които са нобелови лауреати към момента на написване на писмото), изразяват тревогата си от безкритичното приемане на астрологията в съвременното общество:
| „ | Мислехме, че в тези дни на значително просветление и образованост, разобличаването на вярвания, основаващи се на магия и суеверия, е излишно. Смутени сме от благосклонния прием на астрологията в значителна част от съвременното общество. Особено смутени сме от безкритичното публикуване на астрологични карти, прогнози и хороскопи от медиите и от иначе уважавани вестници, списания и от книгоиздатели. Това само води до разрастване на ирационалността и мракобесието. Вярваме, че е дошло време да отхвърлим, твърдо и без колебание, претенциозните твърдения на астрологичните шарлатани. Трябва да стане ясно, че отделните хора, които продължават да имат вяра в астрологията, го правят въпреки факта, че няма потвърдена научна основа за техните вярвания, и още повече, има силни доказателства за тяхната неправилност. | “ |

Астрофизикът Нийл ДъГрас Тайсън подчертава нуждата от разбиране на природните закони и опасностите, на които се излагаме, когато безкритично приемаме астрологичните вярвания: „Важна част от начина ни на мислене е знанието за това как природните закони влияят на света около нас. Без това знание, без тази способност за мислене, човек може лесно да стане жертва на хора, които искат да се възползват от него.“
През 2003 г. бившият астролог учен и психолог Джофри Дийн и психологът Айван Кели провеждат мащабен научен тест за астрологичните предсказания, в рамките на който изследват над сто познавателни, поведенчески и физиологични фактори, и установяват, че успеваемостта на астрологичните прогнози е съпоставима с прогнозите, основани на случайно налучкване. Дийн и Кели провеждат сравнителен анализ на 40 изследвания, в който са включени прогнозите на 700 астролога и над 1000 натални карти. В десет от изследванията на общо 300 души са представяни текстове с интерпретации на натални карти, които трябва да дават информация за участниците, изработени от астролозите, към които са добавяни интерпретации (от 3 до 5), наподобяващи астрологичната стилистика, но изработени от учените, със заключения на случаен принцип. След което участниците са помолени да изберат картата, която смятат, че дава най-много информация за личността им. Заключението от изследването е, че участниците не правят разлика между астрологичните прогнози и случайното налучкване на учените.
Наука и не-наука често биват разграничавани по критерия за фалсифицируемост (опровержимост) на теориите. Критерият е предложен за пръв път от философа на науката Карл Попър. За Попър, научните изследвания не почиват на индукцията, а върху търсене на опровержение на съществуващите научни теории. Ако теорията е опровергана от един-единствен тест, тя бива отхвърлена. Така всяка теория, която може да бъде определена като научна, трябва да изключва дадени резултати, т.е. получаването на забранени от теорията резултати водят до нейното отхвърляне. По този критерий астрологията е псевдонаука. Самият Попър определя астрологията като „Псевдоемпирична“, „несъобразяваща се с научните стандарти“.
През 1953 г. социологът Теодор Адорно изследва астрологичните колонки на вестник от Лос Анджелис с цел да изследва определени аспекти от масовата култура в западните общества. Адорно заключава, че астрологията е широкомащабна проява на нерационално мислене, в което отделните хора биват карани да вярват, че авторът на колонката се обръща лично към тях, използвайки ласкателства и неясни обобщения.

## Връзка с астрономията и с други науки
Астрологията не е астрономия, макар и често да е вземана за наука, понеже завършва на -логия, подобно на някои науки, като биологията, физиологията, антропологията. Според изследване на Евробарометър, проведено в страните-членки на ЕС, на въпроса „коя от тези дисциплини смятате за научни“, астрологията получава 41% положителни отговори, изпреварвайки други лъженауки като хомеопатията (33%), и дори истински науки като икономиката и историята. Объркването с астрономията си проличава от факта, че когато във въпроса думата „астрология“ се замени с „хороскопи“, само 13% ги смятат за научна дисциплина.
В миналото, поради необходимостта от боравене с астрономически ефемериди, с развитието на астрологията се е развивала и астрономията. Съставените от астрономите таблици за видимото от Земята разположение на планетите, Луната и Слънцето спрямо звездите се използват активно от астролозите, които им придават детерминистично влияние върху човешките съдби. Днес учените определят астрологията като измама, понеже не следва научния метод.
Много видни учени от ранната история на западната астрономия, включително Тихо Брахе, Йоханес Кеплер и Галилео Галилей са се издържали, практикувайки астрология.

## Астрология в Библията
В Библията се намират предписания срещу практикуването на астрологията. Срещу практикуването на астрологията се тълкуват като някои пасажи от Библията, например:
| „               | 10 Да не се намира между тебе някой, който да прекара сина си или дъщеря си през огън, никой чародей, астролог, гадател, или омаятел, 14 Защото тия народи, които ще завладееш, слушат астролозите и чародеите; но на тебе Господ твоят Бог не е позволил това. | “ |
| Второзаконие 18 | |   |

| „       | 13 Уморила си се в многото си съвещания. Нека приближат сега астролозите, звездобройците, И предвещателите по новолунията, И нека те избавят от това, което ще дойде върху тебе! | “ |
| Исая 47 | |   |

| „        | 7 Тогава влязоха врачовете, вражарите, халдейците и астролозите, и аз разказах съня си пред тях; но <не можаха> да ми явят значението му. | “ |
| Даниил 4 | |   |

## Планети
В астрологията планети са Луната, Слънцето, Меркурий, Венера, Марс, Юпитер, Сатурн, Уран, Нептун, Плутон.
Планетите носят имена на богове от римската митология. Митологичната представа за всеки от боговете, на които е кръстена планета, има значение в астрологията.

### Зодиакални знаци
Астролозите днес приемат, че еклиптиката е разделена на 12 участъка или „знаци“, които са именувани като зодиакалните съзвездия. Това са популярните „зодии“, които са свързани с календарното отчитане на времето. В античността, първоначално, между знаците и съзведията е имало съответствие, но поради прецесията на равноденствието то се е загубило. Така, за астролозите, родените в последната седмица на месец март са под знака на Овена, макар че тогава астрономически слънцето е в предишното съзвездие Риби.
Ако зодиакалните съзвездия са били дефинирани като съзвездията, които се пресичат от еклиптиката (видимия път на Слънцето по небесната сфера), то те би трябвало да са 13, тъй като тя пресича и „Змиеносец“, третото по големина зодиакално съзвездие.

### Начин на предаване на влиянието на планетите
Във физиката са известни четири фундаментални взаимодействия, и всички други явления се обясняват като различни проявления на тези сили. Съвременната наука е установила, че няма начин небесните тела да въздействат на човешките съдби чрез едно от тези взаимодействия. В този смисъл тя разглежда твърденията в астрологията като ненаучни разсъждения. Силното и слабото ядрено взаимодействие са изключени, понеже те действат само в атомни мащаби, т.е. остават гравитационното и електромагнитното взаимодействие. Но тогава най-голяма роля в астрологията трябва да играят Луната и Слънцето, които имат най-силното гравитационно въздействие върху Земята, или само Слънцето, което упражнява най-силно електромагнитно въздействие върху Земята от всички небесни тела. а според астролозите, нито Слънцето, нито Луната, а планетите играят главна роля в определянето на човешките съдби. Тоест, влиянието на небесните светила върху съдбата не се предава с нито едно от познатите ни взаимодействия.
Остава, въпреки теоретичните и експерименталните факти, влиянието на небесните тела, което се свежда главно до това на планетите, да се предава с някакво непознато взаимодействие. Но в последните 15 години, астрономите откриват все повече и повече екзопланети, и се оказва, че наличието на планети около други звезди са нещо обичайно. В Млечния път има 100 милиарда звезди, а във Вселената има 100 милиарда галактики. Около немалка част от тези звезди има планети, т.е. влиянието на планетите от Слънчевата система трябва да е пренебрежимо малко, в сравнение с това на всички тези планети. Астролозите не дават отговор защо това непознато взаимодействие, произтичащо от влиянието на планетите, не се проявява при екзопланетите и защо екзопланетите не са включени в техните хороскопи. Следователно, не съществува никакво взаимодействие, познато на науката, чрез което да се предава влияние от небесните тела на земните дела.

### Хороскоп
Разположението на небесните светила в деня и часа на раждане на даден човек, се нарича хороскоп. Чрез тези данни се изчисляват 12 астрологични домове включително и асцендентът (изгряващият зодиакален знак на източния хоризонт по време на раждането). На базата на хороскопите, астролозите правят предвиждания за съдбата на дадения индивид. Обикновено обаче под хороскоп се разбират наборът от тълкувания, които астролозите дават на разположението на небесните светила и който често може да се намери в ежедневниците (най-вече таблоиди). Тези хороскопи обикновено са съставени от неясни изречения с двояко тълкуване.
Известният скептик Джеймс Ранди е показал колко лесно е хората да бъдат подведени от хороскопите. За целта той повтаря опита на Форер: представя се като астролог пред дадена аудитория. Раздава на хората хороскопи, след което отправя запитване до аудиторията дали хороскопът е правилен. 80% от запитаните отговарят, че хороскопът е дал поразително точна информация за тях. Накрая аудиторията разбира, че всъщност лекторът е раздал на всички хора един и същи текст, написан със словоформи, заимствани от хороскопите във вестниците. Аудиторията на Ранди е била подведена от неясния и нееднозначен речник, с който астролозите си служат.

## Дялове
Различни дялове на астрологията претендират, че съществува връзка между различни небесни обекти и нещата, случващи се на Земята. По този критерий, астрологията се дели на:
- натална (рождена) – дял от астрологията за планетните влияния в индивидуалната звездна карта;
- мунданна – дял от астрологията за планетните действия върху природните явления, времето;
- светска – дял от астрологията, отнасящ се до нациите, политическите и икономическите цикли на развитието им;
- хорарна – дял от астрологията относно точно определен въпрос;
- синастрична – дял от астрологията за взаимоотношенията (любовни, приятелски, делови) между хората;
- кармична – дял от астрологията за проблеми, способности и цялостни тенденции под влияние на кармичното минало;
- медицинска – дял от астрологията за силните и слабите страни на организма, предразположеността към заболявания и лечението им;
- прогностична – дял от астрологията за прогнозиране на общите тенденции в живота на отделен индивид или нация и други.